# Michel Jacobsen
Pour les articles homonymes, voir Jacobsen.
Michel Jacobsen, surnommé le Renard des mers (en espagnol El Zorro del mar), né en 1560 à Dunkerque (Comté de Flandre) et mort en 1632 ou 1633 à Sanlucar (Espagne), est corsaire dunkerquois et vice-amiral pour le compte du Roi d'Espagne. Il est l'arrière-grand-père du célèbre corsaire Jean Bart.

## Armes
Michel Jacobsen a pour armes :  " D'azur à une fasce ondée d'or, accompagnée en chef d'un compas ouvert d'or, et, en pointe, d'un coutelas de même, mis en pal, la garde en bas", qui sont les armes de la famille Jacobsen ou le deviendront en souvenir du grand marin.
Il a pour devise : "Wisslick Komelick (Force, Courage)".

## Biographie

### Origines et jeunesse
Michel Jacobsen est le fils de Jean Jacobsen ou Jan Jacobsen (v. 1520-v.1563) et le frère de Matthieu, également corsaire. Il peut avoir eu un autre frère Antoine.
Il est capitaine de navire dès 1582, d'abord au service d'armateurs privés.
En 1587, il commande le navire La Mouette.
Il est sans doute le Jacobsen, capitaine de navire, qui avec d'autres capitaines, après une prise en mer, fait le 25 octobre 1588 un don à l'église Saint-Éloi de Dunkerque. La même église accueille la sépulture de la fille du capitaine Jacobsen (Michel ou Matthieu son frère ?) qui nécessita en 1607 un réaménagement à la suite d'un enfoncement. En 1649, elle reçoit une somme de 6 escalins pour effectuer une sonnerie à l'anniversaire de l'amiral Jacobsen, c'est-à-dire Michel.

### Au service de l'Espagne
En 1588, employé en qualité de pilote, il ramène grâce à son énergie et son habileté en Espagne, avec deux autres pilotes dunkerquois, François Ryndt et Jacques Rycx, les débris de l'Invincible Armada,. En 1590, il se distingue dans la guerre contre les Anglais. En 1595, à bord du Lévrier, il rentre à Dunkerque avec plusieurs prises hollandaises. il récidive en 1597. Les Hollandais  qui le trouvent partout, insaisissable et ravisseur , le surnomment le Renard de la mer.
Vers 1600, il combat au service des archiducs d'Autriche, gouverneurs des Pays-Bas espagnols et autrichiens, Albert d'Autriche et son épouse Isabelle-Claire-Eugénie d'Autriche.
En 1601-1602, Michel est capitaine du bateau de guerre Saint-Michel alias le Lévrier blanc. En 1623-24, il fait partie des capitaines dunkerquois auxquels le magistrat de la ville demande, en tant qu'experts, d'inspecter les jetées.
Le roi d'Espagne, ayant fait équiper une flotte à Dunkerque en 1602, le nomme capitaine de vaisseau, dans l'escadre du vice-amiral Adrien Diericksen.C'est dans cette fonction qu'il fait partie d'un escadre de dix navires en 1606, sous les ordres de Guillaume Janssen. En 1609, il commande une escadre de onze nouveaux vaisseaux, construits à Dunkerque. Une trêve l’empêche toutefois de prendre la mer.
En 1624, il est reçu à la cour de Philippe IV d'Espagne et reçoit l'ordre de Saint-Jacques. Le 16 août 1631, à 71 ans, il reçoit de Philippe IV d'Espagne le titre d'Amiral Général de l'escadre rassemblée dans le port de la Corogne. Il a sous ses ordres vingt-six navires chargés de transporter des troupes espagnoles en Flandre.
En 1631, Michel Jacobsen doit amener en Flandre 4 000 hommes de troupe. Il contourne l'Écosse, ravage la flotte de pêche hollandaise avant de regagner Dunkerque.
En 1632, malgré le blocus par des navires anglais et hollandais, il ramène 4 000 soldats espagnols à Dunkerque, il rentre en Espagne en juin 1632 à la tête de trois vaisseaux.
Il vient à bout de dix navires turcs, et rentre en Espagne, où il meurt quelques jours plus tard, en 1632 ou 1633, d'une fièvre chaude. Le roi lui organise des funérailles à la hauteur des services rendus. Une légende tenace , veut qu'en considération de ses cinquante années de services, il ait été inhumé près de Christophe Colomb et Hernán Cortés, en la cathédrale de Séville.
Un service funèbre célébré le 19 juin de chaque année a été fondé à Dunkerque, probablement toujours dans l'église Saint-Éloi, pour le repos des âmes de Michel Jacobsen et de sa femme. Il a cessé en 1793, lors de la fermeture des églises.

## Descendance
Michel Jacobsen eut de sa femme Laurence Weus, (armes des Weus "De gueules à trois poissons d'or couronnés de même"), épousée en 1587, fille du vice-amiral Cornil Weus et de Josynken de Rapere, sept garçons et cinq filles. Quatre de ses fils furent capitaines de vaisseaux de guerre.
Sont ici reportés dix des douze enfants, (les deux autres sont morts en bas âge) du couple.
- Renier ou René Jacobsen, dominicain, prieur à Bergues, prédicateur général, définiteur des provinces de son ordre, mort le 12 ou le 16 octobre 1637.
- Charles Jacobsen, capitaine de navire.
- Antoine Jacobsen, capitaine de navire, dont sera issue une branche de la famille qui va s'illustrer sur l'île de Noirmoutier
- François Jacobsen, capitaine d'un navire de guerre dans l'escadre espagnole de François Rivera en 1628[20], épouse en 1625 Catherine de Ghuyse puis en 1634 Jeanne Simoens. Il est le père de Cornille Jacobsen, sans postérité.

- Jean Jacobsen (1588-1622). Il s'agit d'un autre héros dunkerquois : Jan Jacobsen. En 1622, Jean Jacobsen, commandant du navire espagnol Saint Vincent met le feu aux poudres plutôt que de se rendre, après 13 heures de combat contre neuf navires hollandais, et après avoir coulé le vice-amiral Herman Kleuler.

- Matthieu Jacobsen II, dominicain dans la même maison que son frère Renier, mort à Bergues le 5 avril 1661.
- Anne ou Jeanne Jacobsen, se marie d'abord en septembre 1611 avec Jean Hovelinck puis le 21 avril 1621 avec Cornille Wittebolle, (même famille que son frère Charles), sans postérité, puis le 1er février 1625 avec Jacques de Guyse (lien avec Catherine de Ghuyse ci-dessus?).
- Michelle Jacobsen se marie le 25 janvier 1628 avec Matthieu Martin, sans postérité.
- Jacqueline Jacobsen, épouse le 30 juin 1627 Guillaume van Roye, dont postérité.
- Agnès Jacobsen II (1592- ?), veuve d'un premier mariage, épouse le 30 janvier 1618, (jour où son frère contracte mariage lui-aussi) Michel Bart, fils d'Antoine. Le couple a deux enfants morts en bas-âge mais également d'autres enfants. Michel Bart et Agnès Jacobsen sont ainsi les grands-parents de Jean Bart[21].

## Distinctions
En 1631, Philippe IV roi d'Espagne le fait chevalier de l'ordre de Saint-Jacques, ce qui lui donne rang de chevalier et le met au même rang que les nobles d'origine espagnole[source insuffisante].

## Portraits
- Dans les réserves du château de Noirmoutier figure notamment un tableau de Michel Jacobsen avec son épouse et leurs enfants, ce tableau ne se trouve pas au sein du musée Jacobsen comme indiqué par Dominique Lecat, qui le reproduit dans son article avec d'autres représentations du corsaire[4].

### Sources
- Jean-Chrétien-Ferdinand Hœfer, Nouvelle biographie générale depuis les temps les plus reculés jusqu'à nos jours, 1858, Tome 26, p. 199.
- Louis Mayeul Chaudon, Dictionnaire universel, historique, critique, et bibliographique, 1810
- Dominique Lecat, Repères de la vie de Michel Jacobsen, corsaire de Dunkerque Amiral général de la flotte espagnole au XVIIIe siècle, lire en ligne.
- Victor Derode, « Quelques mots sur les Jacobsen », Mémoire de la Société dunkerquoise pour l'encouragement des sciences, des lettres et des arts, 1857,‎ 1858, p.65-81 (lire en ligne).
- Émile Mancel, « Les Jacobsen, (1200-1901) », Bulletin de l'Union Faulconnier,‎ 1902, p.299-352 (lire en ligne).
- Jean Merrien, Histoire des corsaires sur Google Livres, Ancre de Marine Éditions, 2003 - 239 pages
- Patrick Villiers, Les Corsaires du littoral : Dunkerque, Calais, Boulogne : de Philippe II à Louis XIV: 1568-1713, éditions du Septentrion presses universitaires, 2000.
- Patrick Villiers, Jean Bart: Corsaire du Roi Soleil, Paris, Arthème Fayard, 2013 (lire en ligne).